# Франш-Конте
Франш-Конте (фр. Franche-Comté фр.: [fʁɑ̃ʃ kɔ̃te] ( прослухати); фр.-ком. Fraintche-Comtè; арп. Franche-Comtât; також нім. Freigrafschaft; ісп. Franco Condado; усі букв. "Вільне графство") — культурно-історичний регіон  на сході Франції. Займає 3% території країни, об'єднуючи чотири департаменти: Ду, Верхня Сона, Жура та Територія Бельфор. З 1 січня 2016 у складі регіону Бургундія-Франш-Конте.
Є різні пояснення походження назви «Франш-Конте». Згідно з переказом, тим часом як Франш-Конте, яке називалося тоді графством Бургундським, потрапило під владу імператора Німеччини (1026), один з графів Бургундії, Рено III (1126–1148) зажадав незалежність графства і відмовився скласти омаж імператорові. Йому дали за це прізвисько «Франш-Конте» (Вільний граф), назва, яка згодом поширилась на усю провінцію. Інше пояснення констатує особливе положення графства Бургундії після 1026 року: бувши приєднаним до Німецької імперії, воно не входило до неї фактично. Графство залишалося вільним від будь-яких сплат і оподаткувань і зберігало свою мову і свої традиції. Це було, таким чином, Вільне графство (Franche-Comté).

## Географія
Франш-Конте займає площу 16 202 км² (при середній площі 24 762 км²). Це найменший з метропольних регіонів Франції, якщо не рахувати регіонів, що входять у так звану «корону Парижа».

## Історія
Територія Франш-Конте з X століття була частиною Бургунського графства. Її головним містом було місто Доль. У XI столітті Бургундія увійшла до складу Священної Римської імперії. Назва Франш-Конте вперше офіційно згадується в 1366 році, коли його ввела в офіційні документи графиня Маргарита (дочка короля Франції Філіпа V Довгого). При цьому міста графства отримали різноманітні привілеї від німецьких королів і бургундських графів. Бургундією стали називати західні райони, а Франш-Конте — східні райони графства.
Протягом багатьох століть Франш-Конте була яблуком розбрату для європейських держав. У 1316–1322 роках вона була володінням французького короля Філіпа V Довгого, в XIV–XV століттях — фактично незалежних бургундських герцогів, а з 1477 р. областю володіли Габсбурґи. У 1558 році при розділі Габсбурзької держави Франш-Конте відійшло до іспанської гілки династії, але формально продовжувалося вважатися частиною Священної Римської імперії. За умовами Першого аахенського договору (1668 рік) Франція поступилася цим регіоном Іспанії. У 1674 році французькі війська зайняли Франш-Конте, і область відійшла до Франції за умовами Німвегенського миру 1678 року. Виняток становив північно-східний округ Монбельяр, включений до складу Франції тільки в період революційних війн в 1793 році. У період Французької революції територія Франш-Конте була розділена на департаменти. У 1960–1970-х роках за нового економічного й адміністративного районування Франції Франш-Конте був відтворений як самостійний регіон.